# Nazionale femminile di calcio della Slovenia
La nazionale di calcio femminile della Slovenia è la rappresentativa calcistica femminile internazionale della Slovenia, gestita dalla locale federazione calcistica (NZS).
In base alla classifica emessa dalla FIFA il 15 marzo 2024, la nazionale femminile occupa il 41º posto del FIFA/Coca-Cola Women's World Ranking.
Come membro dell'UEFA, partecipa a vari tornei di calcio internazionali, come al Campionato mondiale FIFA, al Campionato europeo UEFA, ai Giochi olimpici estivi e ai tornei a invito come l'Algarve Cup o la Cyprus Cup.

## Storia

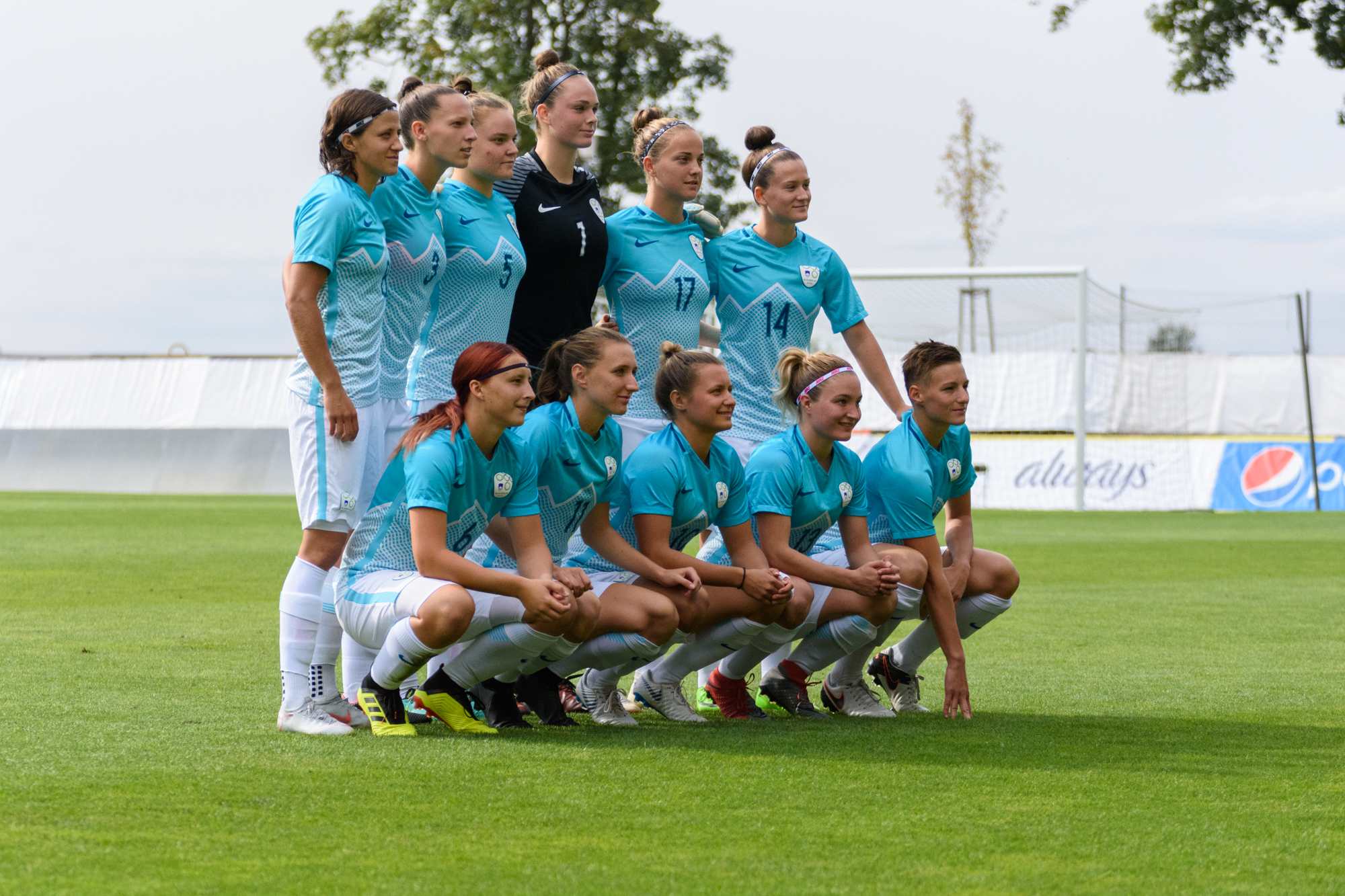
Formazione della nazionale slovena per la partita contro la Rep. Ceca del 31 agosto 2018.

La nazionale slovena debuttò ufficialmente a livello internazionale il 25 settembre 1993, perdendo 0-10 in casa contro l'Inghilterra nella prima partita delle qualificazioni al campionato europeo 1995; perse tutte e sei le partite, subendo 60 reti e senza segnarne alcuna. Tra queste anche una sconfitta per 17-0 contro la Spagna, record per il torneo. Dopo un'assenza di una decina d'anni, la Slovenia tornò a partecipare a competizioni internazionali nel 2005, disputando le qualificazioni al campionato mondiale 2007 nella seconda categoria del torneo UEFA, che non dava possibilità di qualificazione diretta alla fase finale. Nelle successive qualificazioni al campionato europeo 2009, concludendo al terzo posto nel gruppo 3, la nazionale partecipò ai play-off per l'accesso alla fase finale, venendo, però, sconfitta dall'Ucraina nel doppio confronto.
Negli anni successivi la Slovenia non è più riuscita a qualificarsi alle fasi finali né alle fasi play-off del campionato mondiale e del campionato europeo. Nelle qualificazioni UEFA al campionato mondiale 2023 concluse al terzo posto il gruppo I dietro al Galles, mancando l'accesso alla fase play-off all'ultima giornata dopo un pareggio proprio contro la squadra gallese. Nell'edizione inaugurale dell'UEFA Women's Nations League la nazionale slovena venne inserita nella Lega B, e, concludendo al terzo posto il gruppo 4, venne retrocessa in Lega C come peggiore tra le terze classificate.

## Partecipazioni ai tornei internazionali
Legenda: Grassetto: Risultato migliore, Corsivo: Mancate partecipazioni